# V polnoč' na kladbišče
V polnoč' na kladbišče (В полночь на кладбище) è un cortometraggio muto del 1910 diretto da Vasilij Michajlovič Gončarov.